# Huesos suturales
Reciben el nombre de huesos suturales o huesos wormianos unos pequeños huesos supernumerarios que en ocasiones existen entre los huesos del cráneo normalmente descritos. Además de los centros habituales de osificación, esta puede darse en otros lugares, dando lugar a huesos aislados e irregulares. Esto ocurre con mayor frecuencia en el curso de la sutura lambdoidea, pero de vez en cuando se ve en las fontanelas, especialmente la posterior. Uno de ellos, el huesecillo del pterion, existe a veces entre el ángulo esfenoidal del hueso parietal y el ala mayor del hueso esfenoides. Tienden a estar dispuestos de forma más o menos simétrica en los dos lados del cráneo, y varían de tamaño. Su número está generalmente limitado a dos o tres, pero más de un centenar han sido encontrados en el cráneo de un adulto hidrocefálico. 

## Historia
Estos huesos se llaman así por Olaus Wormius (1588-1654), profesor de Anatomía en Copenhague entre los años 1624-1639, que los describió en 1611. De todos modos, no es exacto atribuir el descubrimiento a Worm; mucho antes, Gonthier d'Andernach, médico de Francisco I y uno de los maestros de Andrés Vesalio, había dado una buena descripción de estas producciones óseas, conocidas desde la más remota antigüedad. 
Los huesos wormianos ocupaban un lugar importante en la farmacopea de los médicos griegos, que los empleaban contra las afecciones cerebrales, la epilepsia, etc.
El conjunto organizado de las piezas óseas (huesos) forma el esqueleto o sistema esquelético. Cada pieza cumple una función en particular y de conjunto en relación con las piezas próximas a las que está articulada. El hueso es un órgano vivo que contiene células y vasos sanguíneos que le aportan oxígeno y nutrientes.